# Mark Camacho
Pour les articles homonymes, voir Camacho.
Mark Camacho est un acteur canadien né le 12 avril 1964.

## Carrière
Mark Camacho a joué dans des films d'action, mais il est plus connu pour ses rôles vocaux, tel qu'Oliver Frensky dans Arthur, Lyle dans Animal Crackers, Dad dans Rotten Ralph, Harry et le Dragon dans Patates et dragons, Spritz T. Cat dans Samurai Pizza Cats, Gantlos dans la version canadienne de Winx Club, Zob dans Monster Allergy, Conrad Cupmann dans Amazon Jack et Zösky dans Kaput and Zösky.
Dans le biopic de Bob Dylan en 2007 I'm Not There, Camacho joue le rôle de Norman, basé sur le Manager de Dylan Albert Grossman.
Il a joué dans Punisher : Zone de guerre en tant qu'un des survivants de Jigsaw.
En 2014, il interprète le rôle du président Nixon dans X-Men: Days of Future Past.

## Filmographie

### Télévision
- 1989 : Starting from Scratch : Guest Star
- 1992 : Deadbolt : Phil
- 1992-1993 : Fais-moi peur ! : Leonard Buckley, Livreur
- 1994 : Les Anges de la ville : Myron Perryman, Avocat de la défense
- 1994 : The Maharaja's Daughter : Officier de police
- 1995 : Hiroshima : Charles Sweeney (Pilote)
- 1996 : Space Cases : Warden Opus
- 1997 : Les prédateurs : Docteur Simmons
- 1997 : État d'urgence : Aide présidentielle
- 1998 : The Mystery Files of Shelby Woo : Norman Emerson
- 1999 : Lassie : Mr. Walker
- 2001 : Destin (en) (Dice) : Macloud
- 2002 : Asbestos : Contremaître J. Franklin
- 2004 : Mayday : Alerte maximum : Voix russe, Luis Montoya (Voix)
- 2005-2014 : Yakari :
- 2006 : Rumours : Mr. Brewer
- 2007 : Dead Zone : Bernard Linden
- 2009 : Less Than Kind : Hector
- 2009 : The Foundation : Jerry Renfrew
- 2010 : The Bridge : Lee
- 2012 : Gawayn :
- 2014 : 19-2 : Sergent Dougas
- 2014 : Ascension : Martin Carillo

### Cinéma
- 1989 : People and Science: Good Logging Is No Crime : Narrateur
- 1990 : Whispers : Assistant à la Morgue
- 1992 : Canvas : Mario
- 1993 : The Myth of the Male Orgasm : Tim
- 1993 : The Neighbor : Manager de la banque
- 1994 : Mrs. Parker et le Cercle vicieux : Écrivain
- 1994 : Stalked : Avocat
- 1995 : Dr Jekyll et Ms Hyde :
- 1995 : Les voyageurs de l'arc-en-ciel  : Assistant photo
- 1996 : Pretty Poison : Vendeur
- 1996 : Rowing Through : Reporter #1
- 1996 : Marked Man : Chauffeur ivre
- 1996 : Hollow Point : Officier de police au dîner
- 1996 : Joyeux Calvaire : Le gardien de la gare
- 1997 : L'Amour... et après : Barman du Ritz-Carlton
- 1997 : Affliction : Clyde, le mari de Lena
- 1997 : The Kid : Dan Albright
- 1998 : Au bout de l'amour : Détective Levine
- 1998 : The Sleep Room : Garde
- 1998 : Little Men (en) de Rodney Gibbons : Sergent de police
- 1998 : For Hire : Détective Lawlor
- 1998 : Snake Eyes : C.J.
- 1998 : Going to Kansas City : Billy Ossining
- 1998 : Random Encounter : Mark Brewster
- 1998 : Out of Control : Nick
- 1998 : Sublet : Agent du FBI Dobson
- 1998 : Fatal Affair : Walt Rosenbaum
- 1999 : Bonanno: A Godfather's Story :
- 1999 : P.T. Barnum : Levi Lyman
- 1999 : Execution of Justice : Coombs
- 1999 : Babel : Bexter
- 1999 : Dead Silent : Lt. Sam Waterton
- 2000 : Audrey Hepburn, une vie : Chauffeur de Tiffany
- 2000 : Killing Moon : Tag Hunt
- 2000 : Perpetrators of the Crime : Leroy
- 2000 : Mon voisin le tueur : Interrogateur #1
- 2001 : The Warden : Sewell
- 2001 : Stiletto Dance : Rick Tucci
- 2001 : The Score : Cousin de Sapperstein
- 2001 : Braquages : Garde de la bijouterie
- 2001 : Protection : Peter
- 2001 : Dead Awake : laveur de vitrine
- 2001 : Nowhere in Sight : Marc Cory
- 2002 : Federal Protection : Joseph Pagnozzi
- 2002 : Un agent d'influence (Agent of Influence) : Steve Lamboise
- 2002 : Just a Walk in the Park : Jon
- 2002 : Liaison obsessionnelle : Sam Cavallo
- 2002 : Gleason : Sammy Birch
- 2002 : Aftermath : Hotel Desk Clerk
- 2002 : Abandon : Détective Rigney
- 2002 : Pluto Nash : robot tenant un téléphone Clark
- 2003 : Rudy: The Rudy Giuliani Story : Tony Carbonetti
- 2003 : Student Seduction : Guest
- 2003 : Mambo Italiano : Johnny Christofaro
- 2003 : Le Mystificateur : Avocat de Glass
- 2003 : Jericho Mansions  : Gilbert
- 2004 : Il Duce Canadese : Rocco Perri
- 2004 : Le Bonnet de laine : Végétarien
- 2004 : Rencontre à Wicker Park  : Barman
- 2005 : L'Ombre d'une rivale : Phil
- 2005 : Invasion of the Space Lobsters : Voix
- 2005 : Trump Unauthorized : Rosenfeld
- 2005 : A Lover's Revenge : Détective Yokum
- 2006 : The Ecstasy Note : Henford Phelps
- 2006 : One Dead Indian : Officiel du gouvernement
- 2006 : Magnitude 10,5 : L'Apocalypse : Le joueur de poker
- 2006 : Sous haute tension : Directeur du réseau
- 2006 : Le Frisson du crime : Clyde
- 2006 : Au-delà de la vérité : Murphy
- 2007 : Et après : Avocat
- 2007 : I'm Not There : Norman
- 2007 : Une sœur dangereuse : Freed
- 2007 : Mariage et Conséquences : Tim
- 2008 : Sticks and Stones (it) : Craig Perkins
- 2008 : L'obsession d'une mère : Mr. Jorris
- 2008 : Punisher : Zone de guerre (Punisher: War Zone) : Pittsy
- 2008 : Infected : Craig Braddock
- 2009 : Mon voisin si secret : Détective Ruiz
- 2009 : La Bague de Sophia : Détective Sayers
- 2010 : Le Monde de Barney : Mark
- 2012 : La vengeance de Gina : Tony Di Salvo
- 2012 : The Words : Fan
- 2013 : Nicky Deuce : Carmine
- 2014 : Brick Mansions : Businessman
- 2014 : X-Men: Days of Future Past : Richard Nixon
- 2015 : Stonewall : Fat Tony
- 2015 : The Walk : Rêver plus haut : Guy Tozolli
- 2015 : We're Still Together : Flic
- 2023 : Misanthrope (To Catch a Killer) de Damián Szifrón

### Animation
- 1990 : Samouraï Pizza Cats : Spritz T. Cat, Bucky, Road Runner (voix)
- 1990 : Sharky and George : Voix Additionnelles
- 1992 : Les Aventures de Carlos : Carlos (voix)
- 1993 : Jungle Jack : Conrad
- 1993 : David Copperfield : Voix Additionnelles
- 1996-2014 : Arthur : Oliver Frensky (voix)
- 1996 : La freccia azzurra  : Rascal, Rosco (voix)
- 1996 : Jungle Jack 2: La star de la jungle  : Conrad
- 1997 : Princesse Sissi : Voix Additionnelles
- 1997-1999 : Animal Crackers : Lyle (voix)
- 1998 : The Animal Train : Walrus(voix)
- 1999 : Jerry et ses copains : Eric (voix)
- 1999 : Rotten Ralph : Dad (voix)
- 2000 : Arthur's Perfect Christmas : Oliver Frensky, gardien de sécurité (voix)
- 2002 : Allô la Terre, ici les Martin : George Martin (voix)
- 2002-2003 : Kaput and Zösky : Zösky (voix)
- 2004 : Woofy : Dad (voix)
- 2004 : Patates et dragons : Harry, Dragon (voix)
- 2004 : Flatmania :
- 2004-2007 : Les Décalés du cosmos : Voix Additionnelles
- 2005 : Toupou :
- 2005 : Stroker and Hoop : Le fugitif (voix)
- 2007 : Gofrette : Mr. Moose (voix)
- 2009 : Ludovic : Louie
- 2009 : La Véritable Histoire du chat botté : Doc Marcel
- 2017 : Belle et Sébastien : Dr. Guillaume (voix)

### Jeux vidéo
- 1994 : Jagged Alliance : Divers
- 1996 : Jagged Alliance: Deadly Games : Voix Additionnelles
- 1999 : Jagged Alliance 2 : Kyle 'Shadow' Simmons (voix)
- 2001 : Wizardry 8 : Divers
- 2002 : Evolution Worlds : Bodyguards, Kashim (voix)
- 2002 : Splinter Cell : Divers
- 2004 : Rainbow Six 3: Black Arrow : Voix Additionnelles
- 2004 : Prince of Persia: Warrior Within : Guerrier du sable (voix)
- 2005 : Splinter Cell: Chaos Theory : Voix Additionnelles
- 2005 : Still Life : Jiri Skalnic (voix)
- 2005 : Far Cry Instincts : Doyle (voix)
- 2005 : Prince of Persia: The Two Thrones : Voix Additionnelles
- 2006 : Rainbow Six: Vegas : Voix Additionnelles
- 2007 : TMNT : Max Winters (voix)
- 2007 : Naruto: Rise of a Ninja : Voix Additionnelles
- 2008 : Rainbow Six Vegas 2 : Dennis Cohen, Alvarez Cobrero (voix)
- 2009 : Assassin's Creed II : Voix Additionnelles
- 2010 : Splinter Cell: Conviction : Valentin Lesovsky (voix)
- 2010 : Assassin's Creed: Brotherhood : Voix Additionnelles
- 2011 : Deus Ex: Human Revolution : Voix Additionnelles
- 2011 : Assassin's Creed: Revelations : Voix Additionnelles
- 2012 : Assassin's Creed III : Voix Additionnelles
- 2013 : Splinter Cell: Blacklist : Voix Additionnelles
- 2013 : Assassin's Creed IV: Black Flag : Voix Additionnelles
- 2014 : Assassin's Creed: Unity : Capture de mouvement